# Linnaemya fulvitarsis
Linnaemya fulvitarsis är en tvåvingeart som beskrevs av Fritz Isidore van Emden 1960. Linnaemya fulvitarsis ingår i släktet Linnaemya och familjen parasitflugor. Inga underarter finns listade i Catalogue of Life.